# Theo Gundermann
Theo Gundermann (* 25. April 1904 in Sonneberg; † Februar 1974) war ein deutscher Kommunalpolitiker (SPD/SED) und Parteifunktionär (SED).

## Leben
Gundermann besuchte die Volksschule und erlernte anschließend den Beruf des Lageristen. 1922 trat er der Sozialistischen Arbeiterjugend (SAJ) bei, betätigte sich 1923 im Deutschen Fabrikarbeiterverband (DFAV) und trat der Sozialdemokratischen Partei Deutschlands (SPD) bei. Er wurde auch Mitglied des Freidenker-Verbandes. Im Kreisvorstand der SPD von Sonneberg arbeitete er mit. Ende der 1920er Jahre war Gundermann Landrat des Kreises Sonneberg.
Nach dem Beginn der NS-Herrschaft arbeitete er illegal antifaschistisch weiter im Kreis von „Neu Beginnen“. Von 1935 bis 1938 wurde er von den NS-Behörden inhaftiert.
Im Mai 1945 ergriff Gundermann die Initiative zur Wiedergründung der SPD in Sonneberg, wobei er es schwer hatte, sich gegen eine starke Strömung zur Befürwortung einer Einheitspartei durchzusetzen. 1946 wurde er stellvertretender und ab 1948 Landrat des Kreises Sonneberg. Zugleich gehörte er zum Landesvorstand der Thüringer SED. Von 1950 bis 1952 war Gundermann der Kreisrat von Hermsdorf. Nach der Bildung der Bezirke in der DDR wurde er im August 1952 Sekretär des Rates des Bezirkes Erfurt. Später fungierte er als 1. Sekretär der SED-Kreisleitung bzw. Vorsitzender der SED-Kreisparteikontrollkommission (KPKK) von Mühlhausen. Zuletzt wohnte er als Veteran in seiner Geburtsstadt Sonneberg. Gundermann starb im Alter von 69 Jahren.

## Auszeichnungen und Ehrungen
- 1956 Vaterländischer Verdienstorden in Bronze, 1964 in Silber und 1969 in Gold
- 1965 Artur-Becker-Medaille in Gold
- Zu DDR-Zeiten trug eine Polytechnische Oberschule in Mühlhausen den Namen Theo Gundermann
- Zu DDR-Zeiten hieß die Bettelhecker Straße in Sonneberg „Theo-Gundermann-Straße“